# Levinia Brown
Levinia Brown (née en 1947 à Dawson Inlet au sud de Whale Cove au Nunavut est une politicienne canadienne qui a été députée pour la circonscription de Rankin Inlet South/Whale Cove à l'Assemblée législative du Nunavut de 2004 à 2008. Elle a été première-ministre adjointe et ministre de la Communauté et des Services gouvernementaux. Avant d'être une députée, Levinia a été la première femme à être maire de Rankin Inlet